# 張秀亞
張秀亞（1919年9月16日—2001年6月29日），臺灣知名女作家，河北沧县人，聖名則濟利亞（Cecilia），筆名陳藍、張亞藍、心井等，北平輔仁大學西洋語文系學士、歷史研究所碩士。曾任靜宜大學、輔仁大學研究所教授。天主教南京教區主教于斌樞機之弟媳。創作風格新穎清麗，意境深遠，著作有詩、散文、小說、翻譯、藝術史等八十餘種，詩人瘂弦譽其為「美文大家」。著作本身以散文最為著稱，其作品曾被譯為韓、法及英文，並有多篇散文獲選編入國高中及大學補充教材中。作品曾獲台湾首屆中山文藝獎、中國文藝協會首届文藝章、亞洲文學基金會文學貢獻獎等多種奬項等。文學社團的參與上，張秀亞是「中國婦女寫作協會」及「青年寫作協會」的重要會員，2001年因其作品對東西文化交流之貢獻，其生平列入美國會紀錄。2005年中華民國文建會國立臺灣文學館發行《張秀亞全集》，全集共15冊，依文類分卷，依序為詩卷1冊，散文卷8冊，小說卷5冊，翻譯卷5冊，藝術史卷4冊，資料卷5冊，收錄張秀亞自1934年開始創作以來六十八年間的作品，包括已出版的六十三本及未結集之作。

## 生平
1919年出生於河北省滄縣，父張里鵬 （字雲鵬），母陳芹，排名么女。7歲隨全家遷居天津，入天津天主教貞淑小學，是張秀亞接近文學的開始。9歲開始於報紙之兒童週刊發表作品。12歲考入河北省立第一女子師範學院（今天津藝術學院），同窗有日後的女作家羅蘭、王怡之。15歲在《益世報》的文學周刊分別發表詩作〈夏天的晚上〉、〈秋之夜〉。發表文章時，以「陳藍」的名字寫散文，以「張亞藍」的名字寫小說同書評，用本名「張秀亞」寫些小詩，經常發表園地有《益世報》、《國聞周報》、《大公報》。17歲第一本短篇小说集《大龍河畔》於天津海風社出版，不數年便贏得「北方最年輕女作家」的美譽。19歲考入北平輔仁大學中國文學系，次年轉入西洋語文学系，畢業後考入輔大研究所史學组，後任英文系講師。1943年，到四川重慶任《益世報》文藝副刊「語林」主編，同年和天主教南京教區于斌主教之弟于犂伯在重慶真原天主堂結婚。1944年第一個兒子于若瑟出生即夭折。1945年，兒子於金山出生。1946年，回北京輔仁大學任教。1947年，女兒於德蘭出生，同年由新聞記者公會選為行憲後首屆中華民國國民大會代表。1948年，來到臺灣。來台後不再以陳藍、張亞藍兩個筆名，但以「心井」在中央日報發表文章。1949年，她的長詩〈她呵，我們的好母親〉獲婦聯會新詩首獎。1952年，以本名張秀亞出版在臺灣第一本散文集《三色堇》。1958年任台中靜宜英專（今靜宜大學）教授，講授翻譯課程。1965年，輔仁大學在台復校後，回輔大任研究所教授講授英美文學與寫作。1973年受邀在美國新澤西州西東大學擔任講座。2001年6月29日在美國去世。

## 創作經歷與著作
張秀亞早期詩、散文、小說三種文類並進，文風夢幻。四〇年代末來台後，人生歷練導致創作題材轉變，散文以婚姻與憶舊為創作主題，如《三色堇》、《牧羊女》、《凡妮的手冊》等。1957出版《湖上》時，張秀亞自言創作風格已有所轉變，五〇年代末期開始寫田園生活，以及種種質樸的人物素描，以平凡生活、瑣碎題材入文。七〇年代，由於經常應邀報章雜誌書寫專欄，抒情味稍轉淡，其散文加重了哲理性沉思、文學藝術評論及讀書心得，《人生小景》等內容夾敘夾議，展現其晚年人生哲學。八〇年代後因病痛及生活不便所苦，創作銳減。張瑞芬將1973年出版的《水仙辭》、1979年出版的《湖水・秋橙》與六〇年代的《北窗下》並列為張氏散文技藝的三個高峰。
而詩歌主題則大多歌詠自然，描寫花草風露、季節遞擅。對於大學時代寫的散文詩，張秀亞亦自評其創作初期風格是「多幻想，缺少著樂觀的情調以及現實主義的色彩」。在小說創作上，短篇小說集〈在大龍河眸〉，在藝術上承襲京派的文學風格，以詩化的寫實技巧，描寫平民百姓的生活與北方風情。來臺後受吳爾芙等女性作家影響，《女兒行》等作品開始具實驗性的嘗試。瘂弦在張秀亞全集總論中提到張秀亞的小說「小説是『靜劇式』的，重視氛圍的『詩的小說』」。
張秀亞自1934年起近七十年的創作生涯中，著作涵蓋論述、詩集、小說、散文、合集、全集、翻譯等，共計八十餘本。《張秀亞全集》於2005年，由國家臺灣文學館出版，共十五冊。

### 論述
- 《西洋藝術史綱》(11冊)雷文炳、張秀亞撰，臺中光啟出版社，(11冊)郵購出版社出版，1964年[註 1]
- 《給年青人》，香港山邊社，1981年11月

### 詩集
- 《青苔詩集》，天津出版，1937年
- 《水上琴聲》，彰化樂天出版社 1956年12月
- 《我的水墨小品》，臺北道聲出版社 1978年6月
- 《愛的又一日》，臺北光復書局 1987年4月

### 小說
- 《在大龍河畔》，天津天津北方文化流通社(海風叢書)，1936年12月
- 《皈依》，山東保祿印書館，1941年1月
- 《幸福的泉源》，山東保祿印書館，1941年10月
- 《珂蘿佐女神》，重慶紅藍出版社，1944年10月
- 《尋夢草》，臺灣商務印書館，1953年9月
- 《七弦琴》，高雄大業書店，1954年1月
- 《感情的花朵》，臺北文壇社，1956年1月
- 《女兒行》，臺中光啟出版社，1958年8月
- 《那飄去的雲》，臺北三民書局，1969年7月

### 散文
- 《三色堇》，臺北重光文藝出版社，1952年6月
- 《牧羊女》，臺北虹橋書店，1953年8月
- 《凡妮的手冊》，高雄大業書店，1955年3月
- 《懷念》，高雄大業書店，1955年10月
- 《湖上》，臺中光啟出版社，1957年3月
- 《愛琳的日記》，臺北三民書局，1958年5月
- 《少女的書》，臺北婦女月刊社，1961年8月
- 《兩個聖誕節》，臺中光啟出版社，1961年10月
- 《北窗下》，臺中光啟出版社，1962年5月
- 《張秀亞散文集》，高雄大業書店，1964年
- 《張秀亞選集》，高雄大業書店，1964年8月
- 《曼陀羅》，臺中光啟出版社，1965年5月
- 《我與文學》，臺北三民書局，1966年12月
- 《心寄何處》，臺中光啟出版社，1969年9月
- 《書房一角》，臺中光啟出版社，1970年6月
- 《水仙辭》，臺北三民書局，1973年2月
- 《天香庭院》，臺北先知出版社，1973年7月
- 《人生小景》，臺北水芙蓉出版社，1978年6月
- 《寫作是藝術》，臺北東大圖書公司，1978年8月
- 《詩人的小木屋》，臺中光啟出版社，1978年9月
- 《湖水．秋燈》，臺北九歌出版社，1979年7月
- 《石竹花的沈思》，臺北道聲出版社，1979年8月
- 《白鴿．紫丁花》，臺北九歌出版社，1981年7月
- 《海棠樹下小窗前》，香港星島出版社，1984年6月
- 《月依依》，北京人民日報出版社，1996年10月
- 《張秀亞人生情感散文》，長沙湖南文藝出版社，1998年9月
- 《與紫丁香有約》，臺北九歌出版社，2002年3月

### 合集
- 《張秀亞自選集》，臺北皇冠出版社，1971年11月
- 《秀亞自選集》，臺北黎明文化公司，1975年1月
- 《張秀亞選集》，香港文學研究社，1978年
- 《張秀亞作品選》，西安陝西人民出版社，1987年6月
- 《杏黄月》，武漢長江文藝出版社，1993年10月
- 《荷塘之憶》，西安陝西人民出版社，1998年5月

### 翻譯
- 《聖女之歌》(德)韋非爾撰，張秀亞譯，香港新生出版，1952年[註 2]
- 《心曲笛韻》郝思蘭撰，張秀亞譯，臺中光啟出版社，1959年[註 3]
- 《恨與愛》莫瑞亞珂撰，張秀亞譯，臺中光啟出版社，1960年[註 4]
- 《回憶錄》德蘭撰，張秀亞譯，臺中光啟出版社，1962年[註 5]
- 《改造世界》凱樂撰，張秀亞譯，臺中光啟出版社，1962年[註 6]
- 《在華五十年》(陶明修女的傳記)巴任撰，張秀亞譯，臺中光啟出版社，1971年[註 7]
- 《論藝術》凱瑟等撰，張秀亞譯，臺北大地出版社，1972年
- 《自己的屋子》吳爾芙撰，張秀亞譯，臺北純文學出版社，1973年[註 8]

### 全集
- 《張秀亞全集1詩卷》，國家臺灣文學館，2005年3月
- 《張秀亞全集2散文卷一》，國家臺灣文學館，2005年3月
- 《張秀亞全集3散文卷二》，國家臺灣文學館，2005年3月
- 《張秀亞全集4散文卷三》，國家臺灣文學館，2005年3月
- 《張秀亞全集5散文卷四》，國家臺灣文學館，2005年3月
- 《張秀亞全集6散文卷五》，國家臺灣文學館，2005年3月
- 《張秀亞全集7散文卷六》，國家臺灣文學館，2005年3月
- 《張秀亞全集8散文卷七》，國家臺灣文學館，2005年3月
- 《張秀亞全集9散文卷八》，國家臺灣文學館，2005年3月
- 《張秀亞全集10小說卷一》，國家臺灣文學館，2005年3月
- 《張秀亞全集11小說卷二》，張秀亞 國家臺灣文學館，2005年3月
- 《張秀亞全集12翻譯卷一》，國家臺灣文學館，2005年3月
- 《張秀亞全集13翻譯卷二》，國家臺灣文學館，2005年3月
- 《張秀亞全集14藝術卷》，國家臺灣文學館，2005年3月
- 《張秀亞全集15資料卷》，國家臺灣文學館，2005年3月 全集

## 評價及影響
文學評論者對張秀雅的評價，除了她作為女性文學的重要推手外，常以美文與富含鄉土色彩談論其作品，例如詩人瘂弦稱其為「美文大師」，在《張秀雅全集》的總論中提到：「張秀亞在無意識下所反映出的女性心靈世界，在今天看來特別具有前瞻意義，這樣的探索，不但使在一個女性較多的環境中成長的她，找到屬於自己藝術的驅動力，而寫女性、表現女性、創造女性文學，也成為她一生的抱負與職志。」並提及「在臺灣婦女寫作運動中，張秀亞無疑是一位重要的燃燈者。她的寫作活動，一直與婦女文運的脈搏緊密相扣，起著導引與示範的作用。」同時瘂弦認為張秀亞是一位充滿鄉土色彩的藝術家：「為農業時期與工業時期交替的台灣，畫了一幅幅美麗的畫像。那是台灣的黃金時代，如果有人問我們台灣的社會還沒變複雜、混亂之前，台灣人想些什麼，它們的夢是什麼顏色，讀一讀張秀亞的散文就知道了。⋯⋯張秀亞作品體現了那個時代，她的散文，是台灣永遠的田園詩歌。」
傅如絹在其碩論中引用瘂弦評價，並指出張秀亞的作品展現簡淨、韻致、想像等特質，是現代文學中「美文的傳承者與發揚者」，繼承並發揚中華女性文學「溫柔敦厚的傳統」。
陳芳明則指出「（張秀亞）她的創作技巧值得注意的地方，並不是在地化，而是對於想像的不懈追求。她在五〇年代出版的五本散文集《三色堇》、《牧羊女》、《凡妮的手冊》、《懷念》、《湖上》，相當出色的展現了文字的音樂性。⋯⋯這種審美原則，其實與現代主義的美學思維完全吻合。這是女性散文書寫的一個重要突破。⋯⋯她的抒情、頌讚、哀傷、喟嘆，可以說都是來自內心的呼喚，而張秀亞認為，這些都是現實事物『更完全、更微妙、更根本的事實』。」 而在詩壇影響上，陳芳明亦指出張秀亞最早的詩集代表作《水上琴聲》具文學史意義：「在現代派詩人紛紛發聲之際，她的詩集無疑是一九五〇年代稀罕的獨唱者。⋯⋯由於她的詩集誕生最早，自有文學史的特殊意義，幾乎後人討論五〇年代詩壇時，張秀亞是不容缺席的。她使用詩的語言，仍然不脫五四白話詩傳統的餘緒，然而，在反共時期戰鬥詩與政治詩非常氾濫時，她的抒情姿態大約已預告了詩的另一種可能發展。」
張秀亞的文友王怡之曾經說過：「在寫實主義和口語文學風行的今天，張秀亞卻兀自搖著唯美的象徵之筆，默默地寫她的微妙的詩情、淒迷的幻夢，使作品達到了清空靈妙的境界。」